# 一丸陽一郎
一丸 陽一郎 （いちまる よういちろう、1948年〈昭和23年〉10月10日 - ）は、日本の実業家。トヨタ自動車株式会社代表取締役副社長、あいおいニッセイ同和損害保険株式会社代表取締役会長を歴任。

## 略歴
- 1971年（昭和46年） - トヨタ自動車販売株式会社入社[1]。
- 1982年（昭和57年） - トヨタ自動車株式会社へ社名変更
- 1996年（平成08年） - 人材開発部 第1人材開発室室長
- 1996年（平成08年） - 人材開発部部長
- 1999年（平成11年） - カローラ店部部長
- 2000年（平成12年） - カローラ店営業部部長
- 2001年（平成13年） - 取締役
- 2001年（平成13年） - カローラ店営業本部本部長
- 2003年（平成15年） - 常務役員
- 2005年（平成17年） - 専務取締役
- 2005年（平成17年） - 国内営業本部本部長
- 2005年（平成17年） - カスタマーサービス本部本部長、トヨタファイナンス株式会社取締役[2]
- 2009年（平成21年） - 代表取締役副社長
- 2010年（平成22年） - 兼 あいおいニッセイ同和損害保険株式会社監査役[3]
- 2011年（平成23年） - トヨタ自動車株式会社常勤監査役、トヨタファイナンシャルサービス株式会社監査役[4]
- 2015年（平成27年） - あいおいニッセイ同和損害保険株式会社代表取締役会長[5]
- 2017年（平成29年） - あいおいニッセイ同和損害保険株式会特別顧問[6]